# Ganna
Ganna je obec v Maďarsku v župě Veszprém, spadající pod okres Pápa. Nachází se asi 8 km jihovýchodně od Pápy, 23 km severovýchodně od Devecseru a 26 km severně od Ajky. V roce 2015 zde žilo 235 obyvatel, z nichž 95,4 % tvoří Maďaři.
Kromě hlavní části k Ganně spadají i malé části Kisganna a Nagyganna.
Ganna leží na silnici 8409. Je přímo silničně spojena s obcemi Bakonyjákó, Döbrönte, Kup, Pápakovácsi a skrze část Tapolcafő s městem Pápa. Gannou protéká potok Bittva, který se vlévá do řeky Marcal.
V Ganně se nachází katolický kostel Szent Kereszt Felmagasztalása-templom a kaple Szent Vendel-kápolna. Nachází se zde též několik hotelů, hřišť, hospod a restaurací.

## Pamětihodnosti

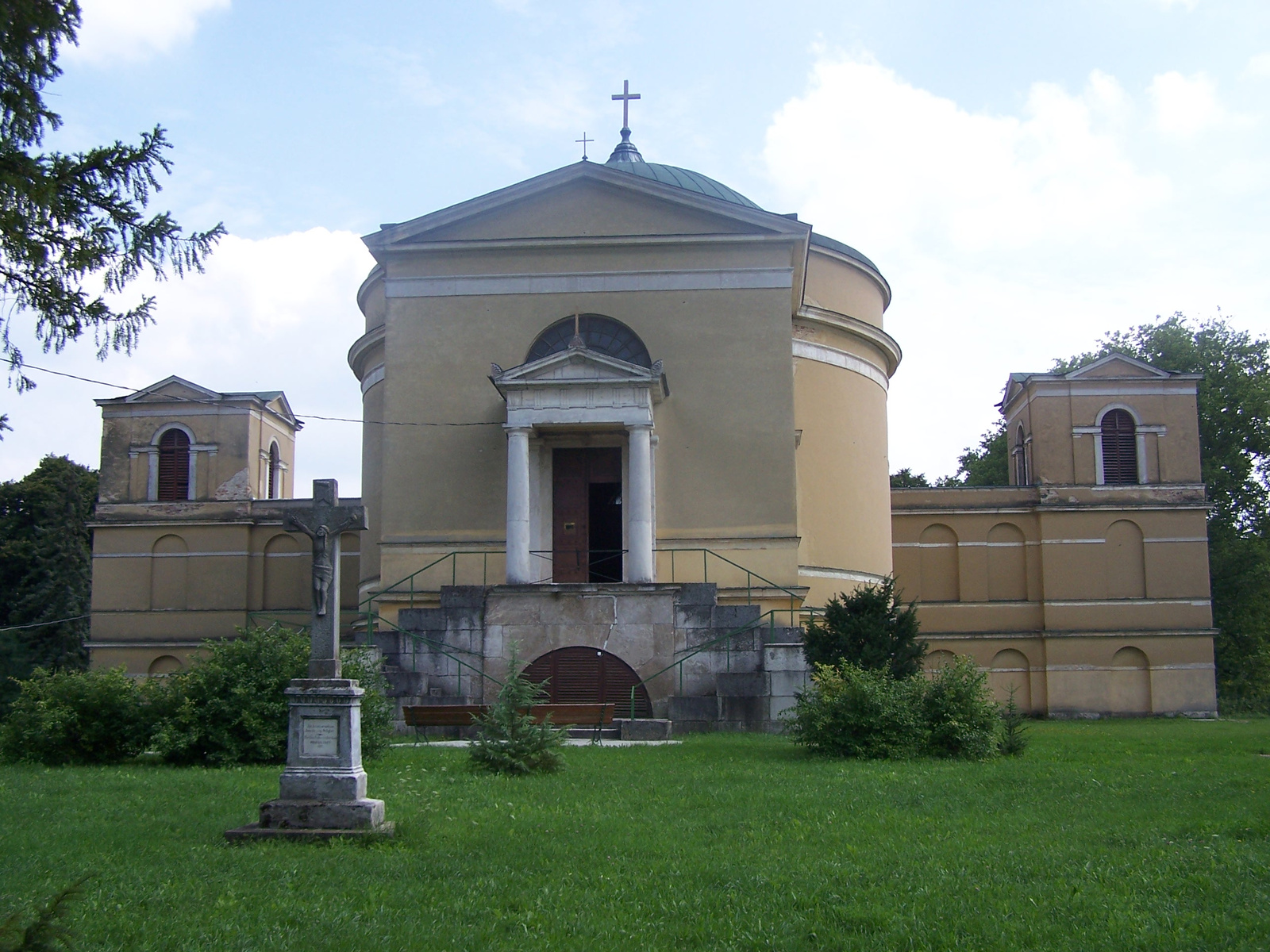
Katolický kostel s hrobkou Esterházyů

- farní kostel, římskokatolický okrouhlý kostel v klasicistním stylu s mausoleem rodu Esterházy v místní části Nagyganna